# Andreas Zuber
Andreas Zuber (Judenburg, Austria; 9 de octubre de 1983) es un piloto de automovilismo austríaco. Compitió bajo licencia emiratí en GP2 Series desde 2006 hasta 2009, logrando dos victorias.

## Carrera

### Inicios
Comienza en el mundo del automovilismo en 1998 en el Karting austriaco compitiendo en el equipo Club ICA 100, luego pasa a la Fórmula König en 2000. Entre 2001 y 2002 participa en la Fórmula 3 alemana y en 2003 compite en Fórmula 3 para el Team Rosberg.

### Fórmula Renault
En 2005 pasa a la World Series by Renault con el equipo Carlin Motorsport donde conseguiría una victoria y una pole position quedando sexto al culminar la temporada.

### GP2 Series
En 2006 debutó en GP2 Series con el equipo Trident Racing, logrando una victoria lo que lo dejaría en el puesto 14 en el Campeonato de Pilotos.
Durante la temporada 2007 participó en el equipo iSport International junto al alemán Timo Glock.
En 2008 continuó en la GP2 como primer piloto en el equipo Piquet Sports teniendo como compañero al venezolano Pastor Maldonado. Además ese año representó al Al-Ain en Superleague Fórmula.
En 2009 pasó al equipo FMS International teniendo como compañero al brasileño Luiz Razia. A pesar de no participar en la 8.º carrera por problemas legales, acabó 13.º en el campeonato con 22 puntos.

## Resultados

### GP2 Series
(Clave) (negrita indica pole position) (cursiva indica vuelta rápida puntuable)

| Año  | Escudería               | 1   | 1   | 2   | 2   | 3   | 3   | 4   | 4   | 5   | 5   | 6   | 6   | 7   | 7   | 8   | 8   | 9   | 9   | 10  | 10  | 11  | 11  | Pos. | Puntos | Ref.  |
| ---- | ----------------------- | --- | --- | --- | --- | --- | --- | --- | --- | --- | --- | --- | --- | --- | --- | --- | --- | --- | --- | --- | --- | --- | --- | ---- | ------ | ----- |
| 2006 | Trident Racing          | VAL | VAL | IMO | IMO | NÜR | NÜR | BAR | BAR | MON | MON | SIL | SIL | MAG | MAG | HOC | HOC | BUD | BUD | EST | EST | MNZ | MNZ | 14.º | 12     | [ 1 ] |
| 2006 | Trident Racing          | Ret | 13  | Ret | 8   | 14  | Ret | Ret | 11  | 5   | 5   | Ret | Ret | Ret | 18  | Ret | 14  | 14  | 9   | 7   | 1   | Ret | NC  | 14.º | 12     | [ 1 ] |
| 2007 | iSport International    | SAK | SAK | BAR | BAR | MON | MON | MAG | MAG | SIL | SIL | NÜR | NÜR | BUD | BUD | EST | EST | MNZ | MNZ | SPA | SPA | VAL | VAL | 9.º  | 30     | [ 2 ] |
| 2007 | iSport International    | 3   | Ret | DNS | 9   | Ret | Ret | Ret | 15  | 1   | 6   | Ret | 21  | 3   | 6   | Ret | 14  | Ret | 5   | 18  | 12  | 12  | 12  | 9.º  | 30     | [ 2 ] |
| 2008 | Piquet Sports           | BAR | BAR | EST | EST | MON | MON | MAG | MAG | SIL | SIL | HOC | HOC | BUD | BUD | VAL | VAL | SPA | SPA | MNZ | MNZ |     |     | 9.º  | 32     | [ 3 ] |
| 2008 | Piquet Sports           | 3   | Ret | 3   | Ret | 11  | 17  | 5   | 8   | 7   | 11  | 11† | 2   | 2   | 7   | Ret | Ret | DSQ | Ret | Ret | 10  |     |     | 9.º  | 32     | [ 3 ] |
| 2009 | Fisichella Motor Sport  | BAR | BAR | MON | MON | EST | EST | SIL | SIL | NÜR | NÜR | BUD | BUD | VAL | VAL | SPA | SPA | MNZ | MNZ | ALG | ALG |     |     | 13.º | 21     | [ 4 ] |
| 2009 | Fisichella Motor Sport  | Ret | Ret | 3   | 5   | 9   | 19  | 8   | 2   | 3   | Ret | Ret | 17  |     |     |     |     |     |     |     |     |     |     | 13.º | 21     | [ 4 ] |
| 2009 | PPR.com Scuderia Coloni |     |     |     |     |     |     |     |     |     |     |     |     | 16  | Ret |     |     | 12  | Ret | 8   | 12  |     |     | 13.º | 21     | [ 4 ] |

### GP2 Asia Series
(Clave) (negrita indica pole position) (cursiva indica vuelta rápida puntuable)

| Año     | Escudería         | 1   | 1   | 2   | 2   | 3    | 3    | 4   | 4   | 5   | 5   | 6    | 6    | Pos. | Puntos | Ref.  |
| ------- | ----------------- | --- | --- | --- | --- | ---- | ---- | --- | --- | --- | --- | ---- | ---- | ---- | ------ | ----- |
| 2008-09 | FMS International | SHA | SHA | DUB | DUB | SAK1 | SAK1 | LOS | LOS | KUA | KUA | SAK2 | SAK2 | NC   | 0      | [ 5 ] |
| 2008-09 | FMS International | Ret | Ret | Ret | C   |      |      |     |     |     |     |      |      | NC   | 0      | [ 5 ] |